# Red Tour
Tournées par Taylor Swift
Speak Now World Tour
(2011–2012) The 1989 World Tour
(2015)
Le Red Tour est la troisième tournée de l'auteure-compositrice-interprète américaine Taylor Swift qui a débuté le 13 mars 2013 à Omaha en Oklahoma et elle s'est terminée le 12 juin 2014 à Singapour. Celle-ci est principalement fondée sur son album de 2012, Red.

## Première partie
- Ed Sheeran[1]

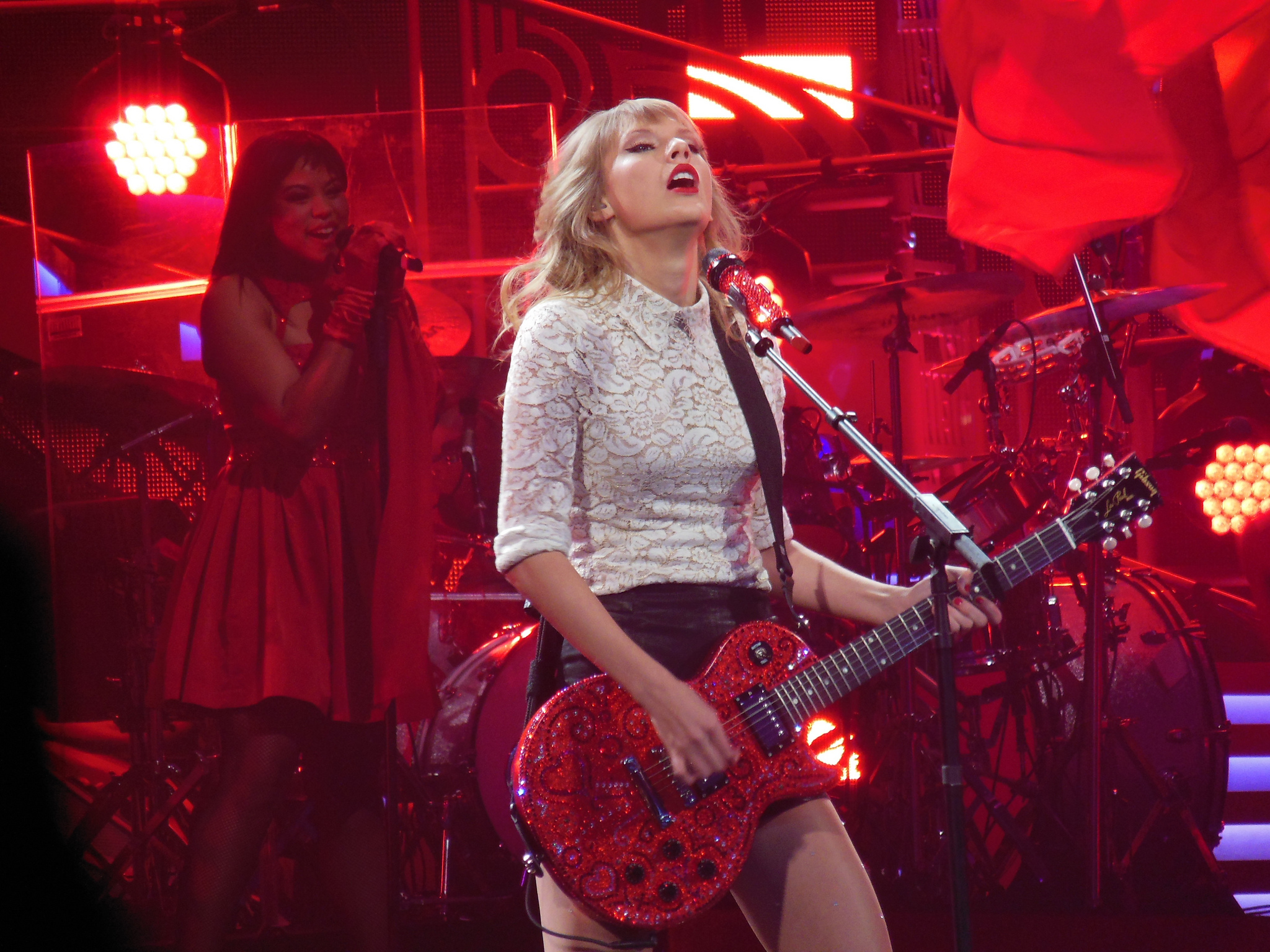
Taylor Swift durant sa performance de RED

- Austin Mahone (Détroit, Dallas, Toronto, Winnipeg, Vancouver, Pittsburgh, East Rutherford, Philadelphie, Foxborough, Chicago)
- Brett Eldredge (Omaha, St. Louis, Charlotte, Columbia, Miami, Orlando, Atlanta, Tampa, Cleveland, Indianapolis, Lexington, Détroit, Washington D.C., Houston)
- Florida Georgia Line (Newark, Austin, San Antonio, Dallas, Des Moines, Kansas City)
- Joel Crouse (Salt Lake City, Glendale, Denver, Toronto, Winnipeg, Edmonton, Vancouver, Pittsburgh, East Rutherford, Philadelphie, Foxborough)
- Casey James (Wichita, Tulsa, Chicago, San Diego, Los Angeles, Sacramento, Portland, Tacoma, Fargo, St. Paul, Greensboro, Raleigh, Charlottesville, Nashville)
- Guy Sebastian (Océanie)
- Neon Trees (Océanie)
- The Vamps (Angleterre)
- Imprompt-3 (Asie)

## Invités
- Nelly (St. Louis, 19 mars 2013 - Hey Porsche avec Taylor Swift)
- Neon Trees (Newark, 28 mars 2013 - Everybody Talks avec Taylor Swift)
- Train (Newark, 29 mars 2013 - Drive By avec Taylor Swift)
- B.o.B (Atlanta, 19 avril 2013 - Both of Us avec Taylor Swift)
- Fall Out Boy (East Rutherford, 13 juillet 2013 - My Songs What You Did In The Dark avec Taylor Swift)
- Carly Simon (Foxborough, 27 juillet 2013 - You're So Vain avec Taylor Swift)
- Cher Lloyd (Los Angeles, 19 août 2013 - Want U Back avec Taylor Swift)
- Sara Bareilles (Los Angeles, 19 août 2013 - Brave avec Taylor Swift)
- Tegan and Sara (Los Angeles, 20 août 2013 - Closer avec Taylor Swift)
- Ellie Goulding (Los Angeles, 23 août 2013 - Anything Could Happen avec Taylor Swift)
- Jennifer Lopez (Los Angeles, 24 août 2013 - Jenny From The Block avec Taylor Swift)
- Gary Lightbody (Sacramento, 27 août 2013 - The Last Time avec Taylor Swift)
- Luke Bryan (Nashville, 19 septembre 2013 - I Don’t Want This Night to End avec Taylor Swift)
- Rascal Flatts (Nashville, 20 septembre 2013 - What Hurt The Most avec Taylor Swift)
- Hunter Hayes (Nashville, 21 septembre 2013 - I Want Crazy avec Taylor Swift)
- Ed Sheeran (Londres, 1er février 2014 - "Lego House" avec Taylor Swift)
- Sam Smith (Londres, 2 février 2014 - "Money On My Mind" avec Taylor Swift)
- Danny O'Donoghue (Londres, 4 février 2014 - "Breakeven" avec Taylor Swift)
- Ed Sheeran (Berlin, 7 février 2014 - "I See Fire" avec Taylor Swift)
- Emeli Sandé (Londres, 10 février 2014 - "Next To Me" avec Taylor Swift)
- Ellie Goulding (Londres, 11 février 2014 - "Burn" avec Taylor Swift)

## Liste des chansons
Partie Amérique du Nord :
1. State Of Grace
2. Holy Ground
3. Red
4. You Belong with Me
5. The Lucky One
6. Mean
7. Stay Stay Stay
8. 22
9. Chanson surprise (acoustique)
10. Everything Has Changed (avec Ed Sheeran)
11. Begin Again
12. Sparks Fly
13. I Knew You Were Trouble
14. All Too Well
15. Love Story
16. Treacherous
17. We Are Never Ever Getting Back Together

Partie Océanie :
1. State Of Grace
2. Holy Ground
3. Red
4. The Lucky One
5. Mean
6. 22
7. You Belong with Me (acoustique)
8. Begin Again
9. Sparks Fly
10. I Knew You Were Trouble
11. All Too Well
12. Love Story
13. Treacherous
14. We Are Never Ever Getting Back Together

Partie Europe : 
1. State Of Grace
2. Holy Ground
3. Red
4. You Belong with Me
5. The Lucky One
6. Mean
7. 22
8. Chanson surprise (acoustique)
9. Sparks Fly
10. Chanson surprise (duo avec un invité)
11. I Knew You Were Trouble
12. All Too Well
13. Love Story
14. Treacherous
15. We Are Never Ever Getting Back Together

Partie Asie : 
1. State Of Grace
2. Holy Ground
3. Red
4. The Lucky One
5. Mean
6. 22
7. Chanson surprise (acoustique)
8. You Belong with Me (acoustique)
9. Sparks Fly
10. I Knew You Were Trouble
11. All Too Well
12. Love Story
13. We Are Never Ever Getting Back Together

## Dates de la tournée
| Date                     | Ville           | Pays             | Lieu                             | Affluence             | Revenu brut  |
| ------------------------ | --------------- | ---------------- | -------------------------------- | --------------------- | ------------ |
| Leg 1 : Amérique du Nord |                 |                  |                                  |                       |              |
| 13 mars 2013             | Omaha           | États-Unis       | Qwest Center Omaha               | 27,877 / 27,877       | $2,243,164   |
| 14 mars 2013             | Omaha           | États-Unis       | Qwest Center Omaha               | 27,877 / 27,877       | $2,243,164   |
| 18 mars 2013             | Saint-Louis     | États-Unis       | Scottrade Center                 | 28,582 / 28,582       | $2,346,203   |
| 19 mars 2013             | Saint-Louis     | États-Unis       | Scottrade Center                 | 28,582 / 28,582       | $2,346,203   |
| 22 mars 2013             | Charlotte       | États-Unis       | Time Warner Cable Arena          | 14,686 / 14,686       | $1,162,733   |
| 23 mars 2013             | Columbia        | États-Unis       | Colonial Life Arena              | 12,490 / 12,490       | $996,114     |
| 27 mars 2013             | Newark          | États-Unis       | Prudential Center                | 38,065 / 38,065       | $3,565,317   |
| 28 mars 2013             | Newark          | États-Unis       | Prudential Center                | 38,065 / 38,065       | $3,565,317   |
| 29 mars 2013             | Newark          | États-Unis       | Prudential Center                | 38,065 / 38,065       | $3,565,317   |
| 10 avril 2013            | Miami           | États-Unis       | American Airlines Arena          | 12,808 / 12,808       | $1,010,175   |
| 11 avril 2013            | Orlando         | États-Unis       | Amway Center                     | 25,617 / 25,617       | $2,054,128   |
| 12 avril 2013            | Orlando         | États-Unis       | Amway Center                     | 25,617 / 25,617       | $2,054,128   |
| 18 avril 2013            | Atlanta         | États-Unis       | Philips Arena                    | 25,471 / 25,471       | $2,048,023   |
| 19 avril 2013            | Atlanta         | États-Unis       | Philips Arena                    | 25,471 / 25,471       | $2,048,023   |
| 20 avril 2013            | Tampa           | États-Unis       | Tampa Bay Times Forum            | 14,080 / 14,080       | $1,132,095   |
| 25 avril 2013            | Cleveland       | États-Unis       | Quicken Loans Arena              | 15,336 / 15,336       | $1,247,605   |
| 26 avril 2013            | Indianapolis    | États-Unis       | Bankers Life Fieldhouse          | 13,573 / 13,573       | $1,082,042   |
| 27 avril 2013            | Lexington       | États-Unis       | Rupp Arena                       | 17,003 / 17,003       | $1,342,699   |
| 4 mai 2013               | Détroit         | États-Unis       | Ford Field                       | 48,265 / 48,265       | $3,969,059   |
| 7 mai 2013               | Louisville      | États-Unis       | KFC Yum! Center                  | 15,135 / 15,135       | $1,246,491   |
| 8 mai 2013               | Columbus        | États-Unis       | Nationwide Arena                 | 14,267 / 14,267       | $1,155,170   |
| 11 mai 2013              | Washington      | États-Unis       | Verizon Center                   | 27,619 / 27,619       | $2,489,205   |
| 12 mai 2013              | Washington      | États-Unis       | Verizon Center                   | 27,619 / 27,619       | $2,489,205   |
| 16 mai 2013              | Houston         | États-Unis       | Toyota Center                    | 12,467 / 12,467       | $961,422     |
| 21 mai 2013              | Austin          | États-Unis       | Frank Erwin Center               | 11,916 / 11,916       | $935,631     |
| 22 mai 2013              | San Antonio     | États-Unis       | AT&T Center                      | 13,974 / 13,974       | $1,105,253   |
| 25 mai 2013              | Arlington       | États-Unis       | Cowboys Stadium                  | 53,020 / 53,020       | $4,589,266   |
| 28 mai 2013              | Glendale        | États-Unis       | Jobing.com Arena                 | 26,705 / 26,705       | $2,239,370   |
| 29 mai 2013              | Glendale        | États-Unis       | Jobing.com Arena                 | 26,705 / 26,705       | $2,239,370   |
| 1er juin 2013            | Salt Lake City  | États-Unis       | EnergySolutions Arena            | 14,007 / 14,007       | $1,139,360   |
| 2 juin 2013              | Denver          | États-Unis       | Pepsi Center                     | 13,489 / 13,489       | $1,076,069   |
| 14 juin 2013             | Toronto         | Canada           | Centre Rogers                    | 87,627 / 87,627       | $7,863,310   |
| 15 juin 2013             | Toronto         | Canada           | Centre Rogers                    | 87,627 / 87,627       | $7,863,310   |
| 22 juin 2013             | Winnipeg        | Canada           | Investors Group Field            | 33,061 / 33,061       | $3,175,430   |
| 25 juin 2013             | Edmonton        | Canada           | Rexall Place                     | 25,663 / 25,663       | $2,379,870   |
| 26 juin 2013             | Edmonton        | Canada           | Rexall Place                     | 25,663 / 25,663       | $2,379,870   |
| 29 juin 2013             | Vancouver       | Canada           | BC Place Stadium                 | 41,142 / 41,142       | $3,974,410   |
| 6 juillet 2013           | Pittsburgh      | États-Unis       | Heinz Field                      | 56,047 / 56,047       | $4,718,518   |
| 13 juillet 2013          | East Rutherford | États-Unis       | MetLife Stadium                  | 52,399 / 52,399       | $4,670,011   |
| 19 juillet 2013          | Philadelphie    | États-Unis       | Lincoln Financial Field          | 101,277 / 101,277     | $8,822,335   |
| 20 juillet 2013          | Philadelphie    | États-Unis       | Lincoln Financial Field          | 101,277 / 101,277     | $8,822,335   |
| 26 juillet 2013          | Foxborough      | États-Unis       | Gillette Stadium                 | 110,712 / 110,712     | $9,464,063   |
| 27 juillet 2013          | Foxborough      | États-Unis       | Gillette Stadium                 | 110,712 / 110,712     | $9,464,063   |
| 1er août 2013            | Des Moines      | États-Unis       | Wells Fargo Arena                | 13,368 / 13,368       | $1,075,576   |
| 2 août 2013              | Kansas City     | États-Unis       | Sprint Center                    | 26,412 / 26,412       | $2,093,172   |
| 3 août 2013              | Kansas City     | États-Unis       | Sprint Center                    | 26,412 / 26,412       | $2,093,172   |
| 6 août 2013              | Wichita         | États-Unis       | Intrust Bank Arena               | 12,231 / 12,231       | $983,882     |
| 7 août 2013              | Tulsa           | États-Unis       | BOK Center                       | 10,949 / 10,949       | $868,955     |
| 10 août 2013             | Chicago         | États-Unis       | Soldier Field                    | 50,809 / 50,809       | $4,149,148   |
| 15 août 2013             | San Diego       | États-Unis       | Valley View Casino Center        | 10,872 / 10,872       | $948,541     |
| 19 août 2013             | Los Angeles     | États-Unis       | Staples Center                   | 55,829 / 55,829       | $4,734,463   |
| 20 août 2013             | Los Angeles     | États-Unis       | Staples Center                   | 55,829 / 55,829       | $4,734,463   |
| 23 août 2013             | Los Angeles     | États-Unis       | Staples Center                   | 55,829 / 55,829       | $4,734,463   |
| 24 août 2013             | Los Angeles     | États-Unis       | Staples Center                   | 55,829 / 55,829       | $4,734,463   |
| 27 août 2013             | Sacramento      | États-Unis       | Sleep Train Arena                | 12,795 / 12,795       | $1,138,103   |
| 30 août 2013             | Portland        | États-Unis       | Rose Garden Arena                | 13,952 / 13,952       | $1,084,760   |
| 31 août 2013             | Tacoma          | États-Unis       | Tacoma Dome                      | 20,348 / 20,348       | $1,584,049   |
| 6 septembre 2013         | Fargo           | États-Unis       | Fargodome                        | 21,073 / 21,073       | $1,661,578   |
| 7 septembre 2013         | Saint Paul      | États-Unis       | Xcel Energy Center               | 28,920 / 28,920       | $2,320,937   |
| 8 septembre 2013         | Saint Paul      | États-Unis       | Xcel Energy Center               | 28,920 / 28,920       | $2,320,937   |
| 12 septembre 2013        | Greensboro      | États-Unis       | Greensboro Coliseum              | 13,650 / 13,650       | $1,109,253   |
| 13 septembre 2013        | Raleigh         | États-Unis       | PNC Arena                        | 13,941 / 13,941       | $1,088,612   |
| 14 septembre 2013        | Charlottesville | États-Unis       | John Paul Jones Arena            | 12,689 / 12,689       | $997,216     |
| 19 septembre 2013        | Nashville       | États-Unis       | Bridgestone Arena                | 41,292 / 41,292       | $3,336,545   |
| 20 septembre 2013        | Nashville       | États-Unis       | Bridgestone Arena                | 41,292 / 41,292       | $3,336,545   |
| 21 septembre 2013        | Nashville       | États-Unis       | Bridgestone Arena                | 41,292 / 41,292       | $3,336,545   |
| TOTAL                    | TOTAL           | TOTAL            | TOTAL                            | 1,363,510 / 1,363,510 | $115,379,331 |
| Leg 2 : Océanie          |                 |                  |                                  |                       |              |
| 29 novembre 2013         | Auckland        | Nouvelle-Zélande | Vector Arena                     | 30,799 / 30,799       | $3,100,290   |
| 30 novembre 2013         | Auckland        | Nouvelle-Zélande | Vector Arena                     | 30,799 / 30,799       | $3,100,290   |
| 1er décembre 2013        | Auckland        | Nouvelle-Zélande | Vector Arena                     | 30,799 / 30,799       | $3,100,290   |
| 4 décembre 2013          | Sydney          | Australie        | Allianz Stadium                  | 40,930 / 40,930       | $4,096,060   |
| 7 décembre 2013          | Brisbane        | Australie        | Suncorp Stadium                  | 38,907 / 38,907       | $3,895,810   |
| 11 décembre 2013         | Perth           | Australie        | NIB Stadium                      | 21,827 / 21,827       | $2,364,080   |
| 14 décembre 2013         | Melbourne       | Australie        | Etihad Stadium                   | 47,257 / 47,257       | $4,547,250   |
| TOTAL                    | TOTAL           | TOTAL            | TOTAL                            | 179,720 / 179,720     | $18,003,490  |
| Leg 3 : Europe           |                 |                  |                                  |                       |              |
| 1er février 2014         | Londres         | Angleterre       | O2 Arena                         | 74,740 / 74,740       | $5,829,240   |
| 2 février 2014           | Londres         | Angleterre       | O2 Arena                         | 74,740 / 74,740       | $5,829,240   |
| 4 février 2014           | Londres         | Angleterre       | O2 Arena                         | 74,740 / 74,740       | $5,829,240   |
| 7 février 2014           | Berlin          | Allemagne        | O2 World                         | 10,350 / 10,350       | $755,006     |
| 10 février 2014          | Londres         | Angleterre       | O2 Arena                         | —                     | —            |
| 11 février 2014          | Londres         | Angleterre       | O2 Arena                         | —                     | —            |
| TOTAL                    | TOTAL           | TOTAL            | TOTAL                            | 85,090 / 85,090       | $6,584,246   |
| Leg 4 : Asie             |                 |                  |                                  |                       |              |
| 30 mai 2014              | Shanghai        | Chine            | Mercedes-Benz Arena              | 12,793 / 12,793       | $1,864,934   |
| 1er juin 2014            | Tokyo           | Japon            | Saitama Super Arena              | 20,046 / 20,046       | $1,837,147   |
| 4 juin 2014              | Jakarta         | Indonésie        | Mata Elang International Stadium | 8,130 / 8,130         | $1,481,473   |
| 6 juin 2014              | Manille         | Philippines      | Mall of Asia Arena               | 9,775 / 9,775         | $1,511,662   |
| 9 juin 2014              | Singapour       | Singapour        | Singapore Indoor Stadium         | 16,344 / 16,344       | $2,524,080   |
| 11 juin 2014             | Kuala Lumpur    | Malaisie         | Putra Indoor Stadium             | 7,525 / 7,525         | $998,608     |
| 12 juin 2014             | Singapour       | Singapour        | Singapore Indoor Stadium         | —                     | —            |
| TOTAL                    | TOTAL           | TOTAL            | TOTAL                            | 74,613 / 74,613       | $10,217,904  |
| CUMULATIF TOTAL          | CUMULATIF TOTAL | CUMULATIF TOTAL  | CUMULATIF TOTAL                  | 1,702,933 / 1,702,933 | $150,184,971 |